# GS Caltex

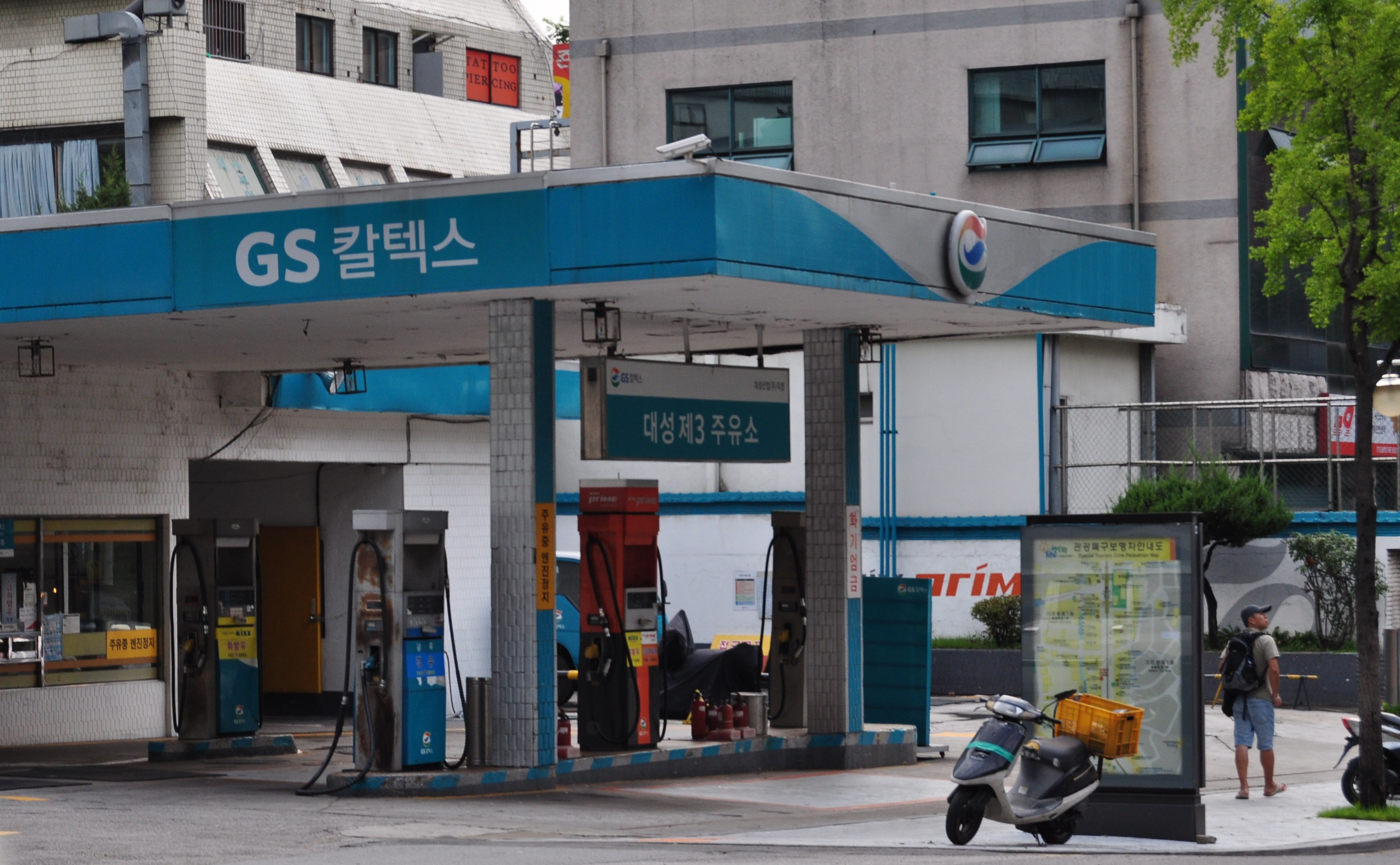
Trạm xăng GS Caltex ở Seoul

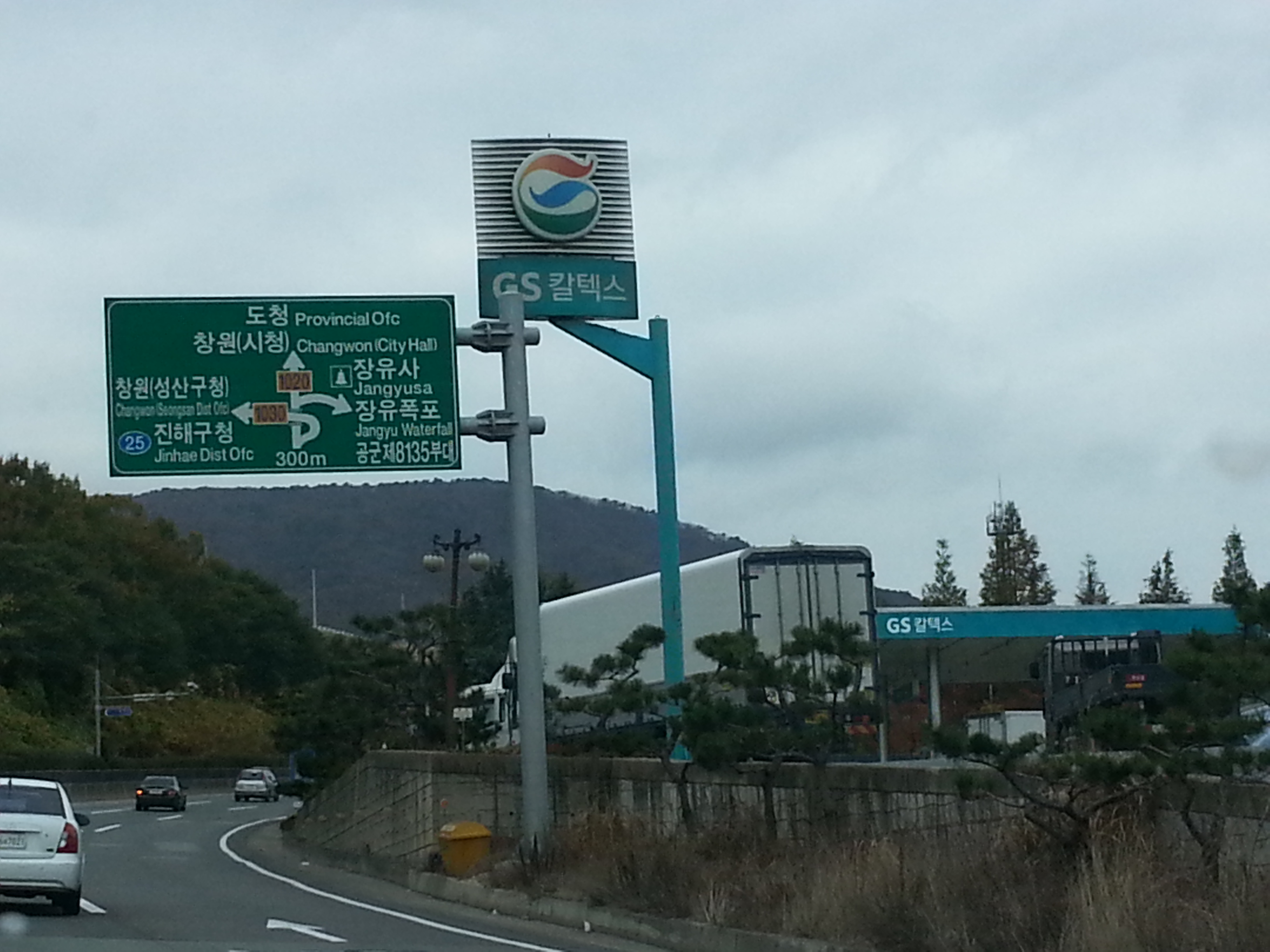
Trạm xăng GS Caltex ở Changwon

GS Caltex là một công ty lọc dầu của Hàn Quốc. Công ty đã đổi tên từ Tập đoàn Dầu khí LG-Caltex thành Tập đoàn GS Caltex vào ngày 27 tháng 1 năm 2006. Nó thuộc sở hữu chung của Tập đoàn Chevron và Tập đoàn GS.
GS Caltex được thành lập vào tháng 5 năm 1967 với tư cách là công ty dầu tư nhân đầu tiên tại Hàn Quốc. GS Caltex cung cấp hơn một phần ba nhu cầu dầu của Hàn Quốc và xuất khẩu hơn 50% sản phẩm của họ.

## Cơ sở sản xuất
- Cơ sở nhà máy tinh chế: GS Caltex có các cơ sở lọc dầu thô với công suất 775.000 thùng trên ngày (123.200 m3/d).
- Cơ sở nhà máy khử lưu huỳnh bằng hydro Kero-Diesel: GS Caltex khử lưu huỳnh 272.000 thùng (43.200 m3) dầu hỏa và dầu diesel mỗi ngày.

## Lĩnh vực kinh doanh
- Dầu khí: GS Caltex có công suất sản xuất hàng ngày là 775,000 thùng (123,2152 m3) một ngày và hơn 50% tổng sản lượng được xuất khẩu.
- Hóa dầu: GS Caltex đã xây dựng một nhà máy polypropylen vào năm 1988. Tiếp theo đó là sự mở rộng sang ngành kinh doanh dầu thơm vào năm 1990. Hiện tại, GS Caltex sản xuất hóa dầu cơ bản.
- Dầu gốc & Dầu nhờn: Tháng 11 năm 2007, GS Caltex bắt đầu sản xuất dầu gốc với công suất 16,000 thùng (2,5438 m3) một ngày. Tính đến năm 2011, sản lượng đạt 26,000 thùng (4,1337 m3) một ngày; GS Caltex xuất khẩu hơn 70% tổng sản lượng dầu gốc, sản xuất 9,000 thùng (1,4309 m3) dầu nhờn một ngày và 8.000 triệu tấn sản phẩm dầu mỡ mỗi năm.